# Dobro došli, gospodine Chance
Dobro došli, gospodine Chance (eng. Being There) američki je film pušten u distribuciju 19. prosinca 1979.; spoj tragikomedije i satire, koji je režirao Hal Ashby. Snimljen je prema romanu Prisutnost (u engleskom originalu se također zvao Being There) koji je napisao Jerzy Kosinski. Radnja se vrti oko mentalno zaostalog vrtlara (tumači ga Peter Sellers) kojeg političari pogrešno smatraju uglednim intelektualcem, te se zbog te zabune bez svoje volje penje visoko na ljestvici društvene hijerarhije. Sellers je za svoju ulogu osvojio Zlatni globus u kategoriji najboljeg glumca u komediji te svoju drugu nominaciju za Oscara za najboljeg glumca. 
Film je doživio velike pohvale kritičara a neki ga smatraju jednim od najboljih filmova svih vremena. Neke su od tema koja priča obrađuje političko-društvena hijerarhija, ljudska percepcija i netaknutost te relativnost sreće. Američki filmski institut stavio ga je na 26. mjesto na listi "100 godina...100 smijeha" a Ceh scenarista Amerike je scenarij koji je napisao Kosinski prema vlastitoj knjizi stavio na 81. mjesto na listi "101 najboljih scenarija ikada napisanih". Časopis Premiere lik vrtlara Chancea stavio je na 49. mjesto popisa "100 najboljih filmskih likova svih vremena" a Sellersovu interpretaciju na 29. mjesto popisa "100 najboljih filmskih izvedbi svih vremena".
Biografski film Život i smrt Petera Sellersa iz 2004. spominje ovaj film i duge napore komičara kako bi ga snimio.

## Radnja
Glavni junak je Chance, mentalno zaostali sredovječni čovjek koji je cijeli svoj život radio u vrtu na jednom imanju u Washingtonu, okružen samo dvjema osobama - bezimenim starcem i sluškinjom. Chance ne zna ni čitati ni pisati, nikada nije napustio imanje niti imao ljubavnicu. Jedino što ga zanima jest gledanje televizije. Ipak, cijeli je život bio sretan i zadovoljan. Kada jednog dana starac umre a sluškinja dobije otkaz, pojavi se dvoje odvjetnika koji konfisciraju kuću pa nepoželjni Chance sada mora prvi put u životu napustiti imanje. 
Po ulici hoda izgubljeno cijeli dan, sve dok ga slučajno lagano ne udari automobil bogate gđe Eve. Ona ga poveze do svoje vile gdje rade liječnici koji će mu pregledati ozljedu. Ondje je i Evein suprug Ben, bogati lobist koji umire. I Ben i Eve zaključe po Chanceovoj otmjenoj odjeći da je riječ o intelektualcu. Kada vilu posjeti predsjednik SAD-a Bobby radi savjeta, i on zaključi da je Chance intelektualac koji govori u metaforama, jer je ovaj našao Benovo poštovanje. Chance ubrzo nastupa na televiziji i postaje zvijezda, a cijelo društvo njegovo čudno ponašanje interpretira kao šarmantno djelovanje genija. Eve se zaljubi u njega, mediji i političari na jednoj mu svečanosti upućuju same pohvale, no Chance je ravnodušan. I Bobby je iznenađen da ni CIA niti FBI ne mogu otkriti nikakve pojedinosti iz Chanceova života, pa zaključuje da je vjerojatno bio tajni agent. Ben umre, a doktor Allenby shvati da je Chance samo običan vrtlar, no odluči šutjeti o tome i ostaviti sve u zabludi, shvaćajući da im to blaženo neznanje daje neku nadu i unutarnji mir. Na raskošnu Benovu sprovodu, gdje njegov kovčeg postavljaju u grobnicu s masonskim simbolima, Chancea napušta koncentracija i on odlazi s pogreba u obližnju šumu, dok ugledni političari raspravljaju o tome da ga postave za predsjednika države. Chance hoda po imanju i stiže do jezera. Nastavi dalje, i iznenada počinje hodati po vodi. U pozadini čuju se riječi predsjednika, koji održava govor: "Život je stanje duha".

## Glumci
- Peter Sellers kao Chauncey "Chance" Gardiner
- Shirley MacLaine kao Eve Rand
- Melvyn Douglas kao Benjamin Rand
- Jack Warden kao Predsjednik SAD-a Bobby
- Richard Dysart kao Dr. Allenby
- Richard Basehart kao Vladimir Skrapinov
- Ruth Attaway kao Louise
- Melendy Britt kao Sophie

## Produkcija
"Ovo je bio najdelikatniji film na kojem sam ikada radio kao montažer. Ravnoteža je upravo nevjerojatna. Može se potpuno upropastiti u sekundi ako film postane preširok."

1972., dok je snimao film Posljednji zadatak, redatelj Hal Ashby je po prvi put stupio u kontakt s komičarem Peterom Sellersom, koji je htio raditi s njim na nekom filmu. Sellers mu je poslao nekoliko kopija scenarija, među kojima je bila i moguća adaptacija crnohumornog romana Arigato Richarda Condona, te Prisutnost Jerzyja Kosinskog.
Sellers je iskazao svoje divljenje prema ovom zadnjem romanu. Međutim, pronaći producente koji bi financirali takav apstraktan roman je bio veliki problem. Ashby tada još nije bio etabliran redatelj dok je Sellersova karijera bila u silaznoj putanji. Iako još nisu našli producentsku kuću koja bi prihvatila ekranizaciju Prisutnosti, Ashby je Sellersu obećao da će ga nazvati čim svane prilika za to. Kada je Ashby potpisao ugovor s nezavisnom producentskom kućom Lorimar, u svibnju 1978. je objavio da je prvi film koji želi snimiti za istu Dobro došli, gospodine Chance, ekranizacija Prisutnosti. Održavši obećanje, Ashby je u projekt uveo Sellersa. Sellers je bio toliko fasciniran Kosinskijevom knjigom Prisutnost da je sedam godina pokušavao snimiti film prema njoj. Navodno je to bio jedini film u kojem je zbilja bio strastven. Lynne Frederick, njegova posljednja supruga, tvrdi da joj je Sellers rekao sljedeće nakon što je završio snimanje filma: "Ispunio sam svoju ambiciju. Izuzev tebe, nemam više razloga nastaviti živjeti". Kosinski je isprva htio da Ryan O'Neal glumi glavnog protagonista Chancea, a ni producent Andrew Braunsberg nije bio uvjeren da bi Sellers, komičar bez komercijalne privlačnosti, bio ispravan za ulogu. Stoga su Sellers i Ashby organizirali večeru za njih dvojicu u Los Angelesu te ih uspjeli uvjeriti.
| „               | Nakon što sam pročitao Prisutnost Kosinskog, postao sam opsjednut tim romanom. A nakon što sam pogledao film Harold i Maude, za koji sam smatrao da je senzacionalan, požurio sam što prije dati kopiju knjige Ashbyju. | ” |
| — Peter Sellers | |   |

Snimanje filma trebalo je početi u studenom 1978., ali je redatelj Ashby saznao da je glavni glumac Peter Sellers još usred snimanja komedije Zarobljenik dvorca Zenda u Beču, te da neće biti slobodan do siječnja 1979. Iako su mu savjetovali da nađe drugog glumca, Ashby je radije izabrao odgoditi početak snimanja i provesti nekoliko mjeseci u pretprodukciji. Istodobno s pripremama za snimanje, Ashby je dovršavao film Second-Hand Hearts, koji je pak ipak pušten kasnije jer mu je prioritet bilo montirati Chancea. U to vrijeme, autor Kosinski završio je završnu verziju scenarija. Ashby nije bio zadivljen. Kosinski je nastojao što brže završiti scenarij, jer je bio zauzet "pravim radom" - pisanjem svojeg najnovijeg romana Igra strasti. Sam je Kosinski scenarij opisao "kompetentnim ali ne i nadahnutim". Ashbyju se scenarij činio "nespretnim" pa ga je predao iskusnom Bobu Jonesu. Ovaj je pak prigovarao da je ta verzija bila "jedva razumljiva" te ga je počeo radikalno mijenjati. Ashby i Jones radili su četiri tjedna na priči, osam ili devet sati dnevno, i naposljetku dobili završnu verziju scenarija. S Kosinskijem tada nisu surađivali, ali kada su mu poslali ispravljenu verziju scenarija, bio je oduševljen.
Budući da je priča sadržavala snažne političke elemente, Ashby je odlučio prebaciti radnju iz New Yorka u Washington. Mike Haller ondje je našao crnački geto, pa je u filmu "starac" bio jedini bijelac u toj četvrti. Ashby je unajmio mladog snimatelja Caleba Deschanela, no ovaj nije bio osobito zadivljen scenarijem. Tek nakon što ga je nazvao Ashby i objasnio mu da želi snimiti neke scene, Deschanel se počeo zanimati za film. Njih dvojica potom su krenuli u potragu za vilom bogataša Benjamina Randa: iako ih je zanimao i Newport, Rhode Island, ipak su izabrali imanje Biltmore u Ashevilleu, Sjevernoj Karolini. Ogromna vila sagrađena je u 19. stoljeću a zabilježena je na filmu samo jednom prije toga, u drami Labud u kojoj je glumila Grace Kelly.
Ashby je jednom opisao da televizija može biti "najveće oruđe na svijetu, ali i najveća šteta na svijetu". Uloga televizije u priči bila je vrlo važna, pa je pozvao Diane Schroeder koja je tražila TV reklame za film. Na kraju ih je toliko sakupila da se redatelj našalio rekavši da će "film postati jedan ogroman TV šou s neprekidnim reklamama". Ashby je planirao dati ulogu Benjamina Burtu Lancesteru, ali je na kraju ipak izabrao 78-godišnjeg Melvyna Douglasa. Ulogu predsjednika dobio je Jack Warden, s kojim je Ashby vrlo rado htio još jednom surađivati nakon njihova prvoga zajedničkog filma Holivudski frizer.
Producent Andrew Braunsberg bio je ugodno iznenađen Ashbyjem, koji je bio na glasu "problematičnog redatelja". Braunsberg ga je opisao kao "tihog, gotovo nevidljivog redatelja". Kada bi Ashby htio još jednom snimiti neki kadar, samo bi rekao: "Idemo pokušati još jednom", ali nije davao posebne upute jer ih je smatrao kontraproduktivnima. Njegova je filozofija bila da se dizanjem napetosti na setu ništa ne postiže. Samo nekoliko dana prije početka snimanja, Sellersa je odjednom svladala panika jer se bojao da neće dovoljno dobro utjeloviti junaka Chancea. Najviše je pažnje posvetio hodu i glasu junaka. Uz pomoć magnetofona i suradnje s Ashbyjem i suprugom Lynne Frederick, uspio je usavršiti ravan naglasak koji otkriva dječji um. Djelomičan mu je uzor bio glas Stana Laurela. Sellers se potpuno uživio u lik Chancea. Katkad bi i povikao "rez" usred scene jer je bio toliko preplavljen emocijama. Kada bi ga pitali je li u redu, odgovarao bi potvrdno, i dodao: "Jedino što nikada nisam prije vidio takvo što, kao što je ovaj film." Kada bi završila scena, često bi tiho otišao u svoju prikolicu kako ne bi izgubio vezu sa svojim likom. Sellers je isto tako držao glumicu Shirley MacLaine na udaljenosti. Često je prigovarala da "odlazi u kut nakon snimanja", na što joj je odgovarao da je to bilo neophodno kako ne bi izgubio valnu duljinu s Chanceom. Ostao bi u svojem liku čak i kad bi se vratio kući. Na setu se rijetko vratio u "samog sebe"; opustio se uz Wardena, s kojim je izmijenjivao smiješne anegdote o glumačkim nezgodama. Ashby i Sellers bi povremeno dugo šetali i raspravljali kako će snimiti koju scenu. Ashby je Sellersa jednom ovako opisao: "Uvijek sam imao dojam dok sam mu gledao u oči kako nikad nisam razgovarao s nekim tko je tako potpuno ranjiv".
U izvornom scenariju film završava Chanceovim odlaskom sa sprovoda u prirodu. Eve se prestraši i počne ga mahnito tražiti. Pošto ga napokon pronađe, govori mu da se prestrašila da ga je možda izgubila. On odgovara da je i on nju tražio. Taj kraj je i snimljen, međutim Ashbyju je u zadnji tren sinuo drugačiji svršetak: famozna scena na jezeru, koja je na kraju i ostala u filmu. Ashby je nazvao Boba Downeyja, koji je imao sličnu scenu u filmu Greaser's Palace iz 1972., te ga pitao može li "posuditi ideju", na što mu je ovaj odgovorio: "Zašto mene to pitaš? Pa piše u Bibliji!" Downey mu je savjetovao da uzme neku platformu koja se može posuditi na aerodromu kako bi snimio tu scenu. Međutim, producentska kuća Lorimar nije uopće blagonaklono gledala na takav bizaran kraj pa je pokušala utjecati na ljude na setu koji su trebali odgovoriti Ashbyja od tog nauma. Ashby je shvatio da može izgubiti tu scenu i cijeli film pa je pozvao mladog nadzornika zaduženog za produkciju kako bi porazgovarao s njim u četiri oka. "Zamolit ću te da sada doneseš odluku koja će utjecati na ostatak tvojeg života. Zamolit ću te da odlučiš na čijoj si strani... To je to, dečko. Odluči. Jesi li na strani umjetnosti ili komercijalnosti?" Mladić je odlučio ostati vjeran Ashbyju i tako je snimljena ta završna scena. Sellers je prva dva kadra tog kraja snimio bez kišobrana, no u trećem pokušaju, koji je i ostao u filmu, uzeo je kišobran i u jednom ga trenutku uronio u jezero, te potom nastavio hodati. Novi kraj prouzročio je velik metež među filmskom ekipom, a MacLaine je bila jedna od glavnih protivnika istog. Isprva je prigovarala Ashbyju jer se "oblačio poput pazikuće" i "nije glumcima davao puno uputa", ali je na koncu shvatila da je tako svima omogućeno razviti vlastitu kreativnost u filmu. Za MacLaine je najveći problem bilo snimanje scene u kojoj njen lik Eve mastrubira. Scena je snimljena 17 puta.
Zadnje scene snimane su u ožujku 1979. u Washingtonu, a zatim se produkcija prebacila u Los Angeles. Kada je Ashby dovršavao film u travnju, njegov prethodni film Povratak veterana osvojio je dva Zlatna globusa i tri Oscara. Nakon zadnje klape filmska ekipa pljeskala je 15 minuta, a Sellersu i Ashbyju navrle su suze na oči. Nakon nekoliko mjeseci montaže film je u prosincu 1979. pušten u distribuciju. U kinima je zaradio 30,2 milijuna dolara. Mali je spor nastao kada je Kosinski zahtijevao da se na odjavnoj špici samo on navede kao scenarist filma, dok je Ashby smatrao da bi bilo nepravedno da Jones ostane nepotpisan pošto je znatno poboljšao sinopsis. Međutim, Američka udruga scenarista odredila je da samo Kosinski bude naveden kao autor, dok je Jones ostao nepotpisan.

## Nagrade
- 2 osvojena Zlatna globusa (najbolji glavni glumac - komedija ili mjuzikl Peter Sellers, sporedni glumac Melvyn Douglas) i 4 nominacije (najbolji film - komedija ili mjuzikl, režija, scenarij, glavna glumica u komediji ili mjuziklu Shirley MacLaine).
- Osvojen Oscar (najbolji sporedni glumac Melvyn Douglas) i jedna nominacija (najbolji glavni glumac Peter Sellers).
- Nominacija za Zlatnu palmu u Cannesu.
- Osvojena BAFTA (najbolji scenarij - Jerzy Kosinski) i 3 nominacije (najbolji film, glavni glumac Peter Sellers, glavna glumica Shirley MacLaine).
- Osvojena Nagrada Udruge filmskih kritičara New Yorka (najbolji sporedni glumac Melvyn Douglas).

## Zanimljivosti
- Izuzev isječaka s televizije, jedini su glazbeni dodaci u filmu "Also Sprach Zarathustra" Eumira Doedatoa i "Gnosiennes" u interpretaciji Erika Satiea.[25]
- Odjavna je špica na premijeri sadržavala komične isječke u kojima su pokazane Sellersove pogreške pri izgovaranju rečenice u jednoj sceni. No poslije su oni izbačeni i sada, kad god se film emitira na televiziji, odjavna špica sadrži samo melankoličnu glazbu i TV smetnje. Richard John Neupert tvrdi da je funkcija komičnih isječaka odati Sellersu počast i ukazati na proces filmskog stvaralaštva.[26]
- Laurence Olivier bio je prvotni izbor za ulogu Benjamina Randa, ali je odbio kada je pročitao da scenarij sadrži scenu u kojoj se implicira da lik Shirley MacLaine masturbira.[27]
- Redatelj Ashby ima malu cameo ulogu u filmu, u sceni u zgradi Washington Posta,  kao zaposlenik za kabinetom za dosjee.
- Blu-ray izdanje izašlo je 2009., 30 godina nakon premijere filma u kinima.[28]
- U jednoj od završnih scena Chance na televiziji gleda film Afera Thomasa Crownea i oponaša poljubac zagrlivši Eve. Redatelj Ashby bio je montažer na tom filmu.
- Zlatni globus, koji je Sellers osvojio za ovaj film, stavljen je 2010. na prodaju za 5.000 - 6.000 funti.[29]
- Slavnu rečenicu u filmu ("Život je stanje duha") Sellers je dao ugravirati na svojem grobu.

## Razlike knjige i filma
- U knjizi se otkriva da je Chancea rodila mentalno zaostala žena i da ga je usvojio starac koji ga je upozorio da se ponaša suzdržano i ne proturječi mu ili će ga poslati u dom za mentalno bolesne. U filmu se porijeklo Chancea ostavlja otvorenim.
- U knjizi je sluškinja Louise "otišla na odmor", ali je u stvarnosti umrla te ju je zamijenila druga sluškinja. Stoga, nova sluškinja nije mogla potvrditi odvjetnicima da je Chance doživotno radio u vrtu. U filmu Louise napušta imanje a da nikoga nije obavijestila o Chanceu.
- U knjizi Chance nosi vrtlarske naočale za zaštitu od sunca dok ga ispituju odvjetnici o njegovoj ulozi na imanju.
- U knjizi se radnja odigrava u New Yorku. U filmu se radnja odigrava u Washingtonu.
- U knjizi se implicira da je godišnje doba proljeće jer cvate cvijeće, dok je u filmu zima.
- U filmu Chance cijeli dan luta gradom, dok u knjizi odmah nailazi na Evein automobil.
- Eve se u knjizi zove EE (Elizabeth Eve).
- U knjizi postoji proširena scena u kojoj Chance slijedi gay čovjeka na kat koji se skine gol i očeše o njegovu nogu.
- U knjizi Chance dobiva vlastitu sekretaricu, ali nema koristi za nju.
- U knjizi odvjetnik Franklin ne prepozna ponovno Chancea nakon što ga vidi na televiziji.
- U knjizi nema pogrebne sekvencije na kraju. Umjesto toga, Chance se nalazi na nekoj zabavi i izlazi u vrt.

## Teme i analiza
"Možete se naći u mojem vrtu ili izvan njega. Chance."

Iako film na prvi pogled izgleda jednostavno, njegova simbolična priča i struktura pomno su razrađeni i podložni raznim egzistencijalnim (pa i religioznim) interpretacijama. Jedna je od njegovih tema površnost društva i medija (Chance je zaostao, ali ga svi drže za intelektualca jer nosi otmjenu odjeću i ima suzdržan govor) koje i od budala stvara zvijezde. Druga je tema načelo i apsurd egzistencije, na što se nadovezuje i originalni naslov Being There (u hrvatskom prijevodu romana: Prisutnost) jer Chance dokazuje da čovjek ne treba imati ništa da bi postigao sve u životu, izuzev biti na pravom mjestu u pravo vrijeme, dok drugi pak koji bi to zaslužili za to nikada nisu dobili šansu. Treća je da se svaka rečenica, pa i gesta, može krivo protumačiti. Tako svi krivo shvate Chancea i proglase ga genijem, tj. daju mu veće zasluge nego što on zaslužuje.
Prema nekim mišljenjima razlog Chanceove hipnotične privlačnosti na ljude leži u tome što je on jednostavno sretan bez ičega. To zbunjuje i fascinira ljude oko njega koji su bogati i imućni, ali su im životi isprazni. Chance je osoba bez prošlosti i budućnosti, ali za to i ne mari. Kao što to završnica suptilno naglašava ("život je stanje duha") percepcija o sreći i svemu ostalome je relativna. Chance je neka vrsta "slobodnog duha" po Nietzscheu: odvojena od svega u strukturi društva, koja ne mari za materijalne vrijednosti ili norme (jer ih i ne zna), dok su svi drugi ovisni o njima, te tako nema problema u tome što se sve vrijednosti života raspadaju, što filmu daje i metafizičku dimenziju.

## Kritike
| „            | Poput većine velikih filmova i Dobro došli, gospodine Chance jedan je od onih koji se uvijek doimaju svježi i relevantni. Zapravo, ovo je jedan primjer gdje se film čini više relevantnim u današnje doba nego u doba kada je nastao... Sellersov portret junaka Chancea kao neke vrste "svete nevinosti" (na što se nadovezuje i zadnja scena filma) daleko je udaljena od mimike lica kakva se inače koristi u opisu mentalno zaostalih, kakve nalazimo kod Toma Hanksa u filmu Forrest Gump, Seana Penna u Ja sam Sam ili Cube Goodinga Jr.-a u Radio... Chance uopće nije dubok. Ono što on govori nije za njega od neke važnosti. Ako je pametniji od ljudi oko njega, onda je to samo zato što ti ljudi silno žude za nekim koga bi slijedili i spremni su slijediti čovjeka s jedva jednom misli u glavi. No Chance nikada nije figura ismijavanja, zato što je toliko jedinstven i stvaran - i to se odnosi na cijeli film, koji je iznenađujuće human. | ” |
| — Ken Hanke, | |   |

| „              | Ovaj je film sve što je Forrest Gump trebao biti, ali nije bio. | ” |
| — Robert Vaux, |                                                                 |   |

| „                 | Dobro došli, g. Chance za mene je godinama bio nešto posebno. Prvo, to je ozbiljna komedija i klasik koji me duboko zadivio kada sam ga prvi put vidio u kinima te me i danas iznova zadivljuje. Drugo, to je bio posljednji veliki film Petera Sellersa... Priča je nježno češanje o čovjekovu vječnu naivnost i njegovu podložnost da ga izgled zavara. Vjerujemo samo ono što želimo vjerovati. | ” |
| — John J. Puccio, | |   |

| „                   | ...to je potpuna satira koja se vrti oko toga da vidimo ono što želimo vidjeti i čujemo što želimo čuti, oko zatupljujućih posljedica modernih medija te privlačnosti lakih odgovora na složena pitanja...Bilo da je Chance osuda našeg uskog pogleda na svijet, oda ispraznosti ili svega navedenog, Ashbyjev je film poklon za čuvanje. | ” |
| — Richard Canavese, | |   |

| „                 | Ovih dana u nas je objavljena uvijek aktualna drama Hala Ashbyja Dobro došli, g. Chance u kojoj priprosti vrtlar postaje "genijalni um", filozof, tumač života, i to sve protiv svoje volje, odnosno da se nije maknuo iz svoga priprostog svijeta i retorike. Film s genijalnim Peterom Sellersom, snimljen prema romanu Jerzyja Kosinskog, odlična je satira na račun povodljivosti, snobizma i ljudske gluposti. I veliko upozorenje prije ovih i drugih izbora. | ” |
| — Arsen Oremović, | |   |

| „              | Znači li to da mi nikada ne razmišljamo za sebe, nego samo djelujemo po normama? Posljednje su riječi filma "život je stanje duha". Dakle, ni jedno računalo nikada neće biti živo. Ali do stupnja u kojem smo mi ograničeni našim ljudskim "programiranjem" nećemo ni mi. Pitanje nije hoće li računalo ikada misliti kao čovjek, nego hoćemo li se mi osloboditi razmišljanja poput računala. | ” |
| — Roger Ebert, | |   |

## Poveznice
- Autizam
- Kišni čovjek
- Forrest Gump

## Vanjske poveznice
- Dobro došli, gospodine Chance u internetskoj bazi filmova IMDb-a
- Dobro došli, gospodine Chance na Rotten Tomatoes
- Veliki filmovi Rogera Eberta  Arhivirana inačica izvorne stranice od 20. rujna 2012. (Wayback Machine)
- Online scenarij 10.1.1979.
- Sellersovo remek-djelo
- Filmski.net  Arhivirana inačica izvorne stranice od 5. rujna 2008. (Wayback Machine)